# الشرافاء (وادي الدواسر)
الشرافاء، هي قرية من فئة (أ) تقع في محافظة وادي الدواسر، والتابعة لمنطقة الرياض في السعودية. وتبعد الشرافاء عن محافظة وادي الدواسر بمسافة تقارب (12) كم شرقاً.